# Bratislava-Nové Mesto
Bratislava-Nové Mesto – stacja kolejowa w Bratysławie, na Słowacji, w dzielnicy Nové Mesto. Stacja ma 3 perony.